# Maurizio Cazzati
Maurizio Cazzati (ur. ok. 1620 w Luzzarze, zm. 1677 w Mantui) – włoski kompozytor i organista, ksiądz rzymskokatolicki.

## Życiorys
Uczeń Lodovico Grossi da Viadany. Około 1641 roku został wyświęcony na duchownego i objął posadę kapelmistrza kościoła San Andrea w Mantui. W latach 1646–1648 był kapelmistrzem kapeli Niccolò Gonzagi, diuka Sabbionety. Pod koniec 1648 roku osiadł w Ferrarze, gdzie był kapelmistrzem w Accademia della Morte, zaś w 1650 roku przeniósł się do Bergamo, gdzie został członkiem Accademia degli Eccitati, a od 1653 roku był kapelmistrzem w bazylice Santa Maria Maggiore.
Od 1657 roku mieszkał w Bolonii, gdzie był kapelmistrzem w bazylice św. Petroniusza. Prowadził ożywioną działalność, reorganizując, powiększając i podnosząc kościelną kapelę na wysoki poziom artystyczny. Popadł jednak w konflikt z organistą bazyliki Giulio Cesare Arrestim, zarzucającym mu niekompetencję i brak znajomości zasad muzyki. Spór doprowadził Cazzatiego do rezygnacji z posady i opuszczenia Bolonii. W 1673 roku przeniósł się do Mantui, gdzie do śmierci pozostał jako kapelmistrz w służbie księżnej Anny Izabelli Gonzagi.

## Twórczość
Uważany jest za twórcę tzw. szkoły bolońskiej. Był niezwykle płodnym kompozytorem; prowadził drukarnię, publikując swoje własne utwory. Wydał 66 opusów, z których op. 4, 60–62 i 64 zaginęły. Wiele innych utworów pozostało w rękopisach. Tworzył opracowania mszy i psalmów, kantaty, oratoria, a także utwory instrumentalne.
Tworzył wielocząstkowe sonaty na różną liczbę instrumentów. Był pierwszym kompozytorem piszącym sonaty na trąbkę i zespół smyczkowy. Przyczynił się do rozwoju formy koncertu instrumentalnego. Jako twórca muzyki religijnej preferował stile antico.